# Madrid Rock
Madrid Rock S.A. fue el nombre de una cadena de establecimientos dedicados a la venta al público de CD, discos de vinilo, casetes y otros artículos relacionados con la música. Su primer local se abrió en 1981 en Madrid y posteriormente surgieron varios en otras ciudades españolas.
Sus bajos precios y el conocimiento del panorama musical por parte de sus dependientes fueron los factores que llevaron a que en el año 2000 su facturación ascendiese a 19,1 millones de euros.

## Locales
Madrid Rock abrió en el año 1981. Su primera tienda estuvo ubicada en la calle de San Martín, 3. Algunos años después, debido al éxito que supuso su oferta de productos difíciles de encontrar en tiendas que no fuesen de segunda mano, la empresa abrió un segundo local en la calle Mayor, 38, y posteriormente surgiría el más grande y famoso de sus locales, situado en la calle Gran Vía, 25.
A partir de entonces el negocio creció enormemente, lo que llevó a la apertura de otros locales diseminados por la geografía española, como el Sevilla Rock, en la calle Sierpes de la capital andaluza, aunque la tienda se trasladó posteriormente a la calle Alfonso XII. También abrieron otra tienda en Córdoba capital. Dentro de la comunidad de Madrid, se abrieron sendos locales en las localidades de Móstoles, en la avenida Dos de Mayo, 6, y en Getafe, en la calle Madrid, 80. Por último, se inauguró un nuevo local en la capital, en la avenida de la Albufera, 44.

## Cierre y polémica
Aunque por motivos de falta de rentabilidad ya se habían cerrado las tiendas de la calle Mayor y avenida de la Albufera, en Madrid, no fue hasta principios del año 2005 cuando cerró Sevilla Rock, la filial de Andalucía, y comenzaron los rumores sobre el futuro cierre de las sedes de Madrid. De hecho, el local de Gran Vía, el más emblemático de la cadena, se encontraba en venta desde el año 2000.
La polémica surgió cuando, en unas declaraciones hechas por Miguel Ángel Moreno, gerente de la empresa, sobre el posible cierre, culpó de la situación a la copia ilegal y al top manta. Los propios empleados le contradijeron cuando, confirmado ya el cierre de la tienda, que dejó a 46 de ellos en situación de desempleo, afirmaron que el motivo real era que "un poderoso grupo textil tiene apalabrada la compra del local por una abultada cantidad".
La confederación sindical CCOO organizó movilizaciones y denunció que el cierre de la tienda se debía a la especulación inmobiliaria y la justicia declaró el embargo de los bienes de la empresa para pagar las deudas con los trabajadores. Posteriormente, y tal y como habían dicho los empleados, el local se vendió, por cerca de 20 millones de euros, a la firma Inditex, que abriría un establecimiento de su cadena Bershka. Esto llevó a que se extendiera la teoría de que el objetivo de las declaraciones de Moreno había sido manipular la información para culpabilizar a la copia ilegal de los problemas en la industria musical.[cita requerida] El cierre del local causó un hondo pesar a los Hermanos Alcázar, "los heavies de la Gran Vía", que recuerdan cada día la ausencia de este emblemático local, donde estuvo su sede.